# БелАЗ-75710
БелАЗ-75710 — найбільший у світі самоскид вантажопідйомністю 450 тонн. Перший примірник випущений восени 2013 року. Замовником самоскида став холдинг «Сибірський діловий союз». Перший випущений самоскид експлуатуватиметься на вугільному розрізі «Чернігівець» у м. Березовський Кемеровської області. У січні 2014 року вантажівка встановила рекорд Гіннесса в країнах Європи та СНД, провізши по випробувальному полігону вантаж вагою в 503,5 тонни.

## Технічні характеристики
- Силова установка — дизель-електрична. Два дизельних двигуна MTU DD 16V4000 потужністю по 1715 кВт (2330 к.с.) кожен, електрогенератори, мотор-колеса.
- Тягова установка — Siemens MMT500 з двома тяговими генераторами, чотирма тяговими мотор-колесами. Тяговий генератор — YJ177A. Потужність — 1704 кВт. Мотор-колесо — 1TB3026-0G-03, потужність 1200 кВт.
- Підвіска гідропневматична. Діаметр амортизаторів — 170 мм.
- Два паливних бака місткістю по 2800 л кожен.
- Шини — 59/80R63.
- Колеса — 44.00-63/50.
- Максимальна швидкість — 64 км/год.

Електрична передача потужності змінно-змінного струму (що включає ланку постійного струму та інвертор) дозволяє регулювати частоту і величину напруги на тягових двигунах мотор-коліс для оптимального управління крутним моментом на різних швидкостях.